# Deutsche Fußballmeisterschaft der A-Junioren 1986/87
Die deutsche Fußballmeisterschaft der A-Junioren 1987 war die 19. Auflage dieses Wettbewerbes. Meister wurde Bayer 05 Uerdingen, das im Finale Eintracht Frankfurt mit 2:1 besiegte.

## Teilnehmende Mannschaften
An der A-Jugendmeisterschaft nahmen die 16 Landesverbandsmeister teil.
| Regionalverband Nord | Regionalverband West                                                                         | Regionalverband Südwest                                                                | Regionalverband Süd | Berlin                           |
| --- | -------------------------------------------------------------------------------------------- | -------------------------------------------------------------------------------------- | --- | -------------------------------- |
| - Schleswig-Holstein: Olympia Neumünster - Hamburg: Hamburger Turnerschaft von 1816 - Bremen: Werder Bremen - Niedersachsen: Hannover 96 | - Westfalen: VfL Bochum - Mittelrhein: Bayer 04 Leverkusen - Niederrhein: Bayer 05 Uerdingen | - Rheinland: Spvgg Andernach - Südwest: 1. FC Kaiserslautern - Saarland: ASC Dudweiler | - Hessen: Eintracht Frankfurt - Baden: Karlsruher SC - Südbaden: FV Donaueschingen - Württemberg: VfB Stuttgart - Bayern: FC Bayern München | - Berlin: Reinickendorfer Füchse |

## Achtelfinale
Hinspiele: So 31.05. Rückspiele: So 14.06.
|                             | Gesamt          |                         | Hinspiel | Rückspiel |
| --------------------------- | --------------- | ----------------------- | -------- | --------- |
| Karlsruher SC               | 2:4             | TSV Bayer 04 Leverkusen | 2:1      | 0:3       |
| VfB Stuttgart               | 3:3 (3:4 i. E.) | FC Bayern München       | 3:0      | 0:3       |
| SV Werder Bremen            | 3:3 (2:4 i. E.) | Hannover 96             | 1:2      | 2:1       |
| Eintracht Frankfurt         | 6:1             | Olympia Neumünster      | 5:0      | 1:1       |
| SpVgg Andernach             | 0:5             | VfL Bochum              | 0:3      | 0:2       |
| Hamburger Turnerschaft 1816 | 3:2             | Reinickendorfer Füchse  | 1:2      | 2:0       |
| 1. FC Kaiserslautern        | 3:5             | FC Bayer 05 Uerdingen   | 2:2      | 1:3       |
| ASC Dudweiler               | 3:3 (4:2 i. E.) | FV Donaueschingen       | 0:0      | 3:3       |

## Viertelfinale
Hinspiele: So 21.06. Rückspiele: So 28.06.
|                         | Gesamt |                             | Hinspiel | Rückspiel |
| ----------------------- | ------ | --------------------------- | -------- | --------- |
| TSV Bayer 04 Leverkusen | 5:1    | FC Bayern München           | 3:0      | 2:1       |
| Hannover 96             | 3:7    | Eintracht Frankfurt         | 3:2      | 0:5       |
| VfL Bochum              | 6:1    | Hamburger Turnerschaft 1816 | 2:1      | 4:0       |
| FC Bayer 05 Uerdingen   | 6:3    | ASC Dudweiler               | 2:1      | 4:2       |

## Halbfinale
Hinspiele: So 05.07. Rückspiele: So 12.07.
|                         | Gesamt          |                       | Hinspiel | Rückspiel |
| ----------------------- | --------------- | --------------------- | -------- | --------- |
| TSV Bayer 04 Leverkusen | 3:3 (3:4 i. E.) | Eintracht Frankfurt   | 2:1      | 1:2       |
| VfL Bochum              | 3:4             | FC Bayer 05 Uerdingen | 1:2      | 2:2       |

## Finale
| FC Bayer 05 Uerdingen                                                     | FC Bayer 05 Uerdingen | Eintracht Frankfurt | Eintracht Frankfurt |
| ------------------------------------------------------------------------- | --- | --- | ------------------- |
| FC Bayer 05 Uerdingen                                                     | \| Freitag, 17. Juli 1987 um 18:30 Uhr in Krefeld (Stadion am Löschenhofweg) \| \| Ergebnis: 2:1 (0:0) \| \| Zuschauer: 5.000 \| \| Schiedsrichter: Gerhard Theobald (Wiebelskirchen) \|                                               | \| Freitag, 17. Juli 1987 um 18:30 Uhr in Krefeld (Stadion am Löschenhofweg) \| \| Ergebnis: 2:1 (0:0) \| \| Zuschauer: 5.000 \| \| Schiedsrichter: Gerhard Theobald (Wiebelskirchen) \|                                     | Eintracht Frankfurt |
| FC Bayer 05 Uerdingen                                                     | Lars Teroerde – Werner Kempkens – Marco Titgens (70. Jan Schroers), Ansgar Brinkmann – Michael Hofschen, Stefan Jörissen, Horst Steffen , Thorsten Fallak – Christian Dondera, Stephan Wolff, Marcel Witeczek Cheftrainer: Heinz Rangs | Stefan Striefler – Bruno Pasqualotto – Uwe Bindewald, Holger Dahl, Jenny – Stefan Simon (55. Michael Fischer), Thomas Lasser, Christian Heide , Andreas Jakob – Frank Würzburger, Michael Kostner Cheftrainer: Klaus Gerster | Eintracht Frankfurt |
| FC Bayer 05 Uerdingen                                                     | 1:0 Stephan Wolff (41.) 2:1 Marcel Witeczek (80.) | 1:1 Frank Würzburger (60.) | Eintracht Frankfurt |
| FC Bayer 05 Uerdingen                                                     | Kostner, Lasser | | Eintracht Frankfurt |
| Freitag, 17. Juli 1987 um 18:30 Uhr in Krefeld (Stadion am Löschenhofweg) | | |                     |
| Ergebnis: 2:1 (0:0)                                                       | | |                     |
| Zuschauer: 5.000                                                          | | |                     |
| Schiedsrichter: Gerhard Theobald (Wiebelskirchen)                         | | |                     |